# Joiselle

Joiselle este o comună în departamentul Marne, Franța. În 2009 avea o populație de 84 de locuitori.